# Flore (Titien)
Pour les articles homonymes, voir Flore (homonymie).
Flore ou Flora (italien : Flora) est une peinture à l'huile du Titien, peintre italien de l'école vénitienne, datée de 1515 et actuellement conservée au musée des Offices de Florence.

## Histoire
L'œuvre a été reproduite dans de nombreuses gravures au XVIe siècle. Plus tard, elle a connu une vague de changements de mains à Bruxelles et Vienne. Au XVIIe siècle, le tableau a été vendu par l'ambassadeur d'Espagne à Amsterdam à l'archiduc Léopold Guillaume d'Autriche et a été cité par Rembrandt dans son Saskia en Flora de Londres et dans deux portraits se trouvant à Dresde et à New York. Plus tard inclus dans le Kunsthistorisches Museum de Vienne, il a été l'une des œuvres échangées avec le musée des Offices de Florence.
Au XVIIIe siècle, il a été faussement attribué à Palma le Vieux.

## Description
Il dépeint une belle femme idéalisée, modèle établi dans l'école vénitienne du maître du Titien, Giorgione avec sa Laura. Sa main gauche tient un manteau rose, tandis que l'autre tient une poignée de fleurs et de feuilles.
La femme a été peinte par Titien dans de nombreuses autres œuvres à cette époque, notamment la Femme au Miroir, la Vanité, Salomé et Violante, ainsi que quelques Conversations sacrées. Le sens de la peinture est contesté : certains, se basant sur des inscriptions ajoutées sur les reproductions du XVIe siècle, identifient la femme à une courtisane ; d'autres la considèrent au contraire comme un symbole de l'amour nuptial, bien que sa robe n'en soit pas vraiment le symbole. L'identification à Flore, la déesse antique du Printemps et de la Végétation, provient de la présence de fleurs du Printemps dans ses mains.

## Postérité
La peinture fait partie du musée imaginaire de l'historien français Paul Veyne, qui le décrit dans son ouvrage justement intitulé Mon musée imaginaire.